# Deuxième Livre de Samuel
Le Deuxième Livre de Samuel (en hébreu : ספר שמואל Sefer Sh'muel) est un livre classé parmi les Prophètes dans le Tanakh (la Bible hébraïque) et dans les Livres historiques de l'Ancien Testament chrétien. Il est entièrement consacré au règne de David, qui apparaît déjà dans le Premier Livre. David unifie les tribus d'Israël et choisit Jérusalem pour y déposer l'Arche d'alliance. L'épisode de David et Bethsabée figure au chapitre 11.
Dans certaines bibles et traditions, les Livres de Samuel sont regroupés en un seul. Dans d'autres, ils constituent deux livres séparés, généralement désignés sous la forme I Samuel et II Samuel. Réunis, ils couvrent une période qui s'étend de la naissance de Samuel jusqu'à juste avant la mort du roi David.

## Résumé
Le livre contient les détails du règne de David à la tête du royaume de Juda, puis du royaume d'Israël après la mort d'Ishboshet. Une fois parvenu au pouvoir, David est montré en gloire, mais il est fait mention ensuite de ses difficultés.

### Ascension vers le pouvoir
Après la mort de Saül à Guelboé (racontée à la fin du Premier livre de Samuel), David est fait roi de Juda — l'une des douze tribus d'Israël. Mais c'est Ishboshet, seul fils survivant de Saül, qui est désigné roi de tout Israël par Abner, chef de ses armées. Les deux camps s'affrontent alors violemment, et celui de David prend peu à peu le dessus. Abner se rapproche du roi de Juda et entame avec lui des négociations, mais il est assassiné par Joab, le neveu de David. Peu après, c'est Ishboshet qui est assassiné à son tour : la voie est désormais libre pour l'accession de David au trône du grand Israël (2S 5,1-4).

### Gloires
Le nouveau roi commence par prendre la ville de Jérusalem, et sa gloire grandit. Il enregistre deux victoires sur les Philistins (2S 5,17-25), et fait transférer l'arche d'alliance à Jérusalem ; puis ce sont contre les Moabites, les Araméens, les Édomites, les Ammonites que de nouvelles campagnes sont menées et gagnées. 

### Malheurs

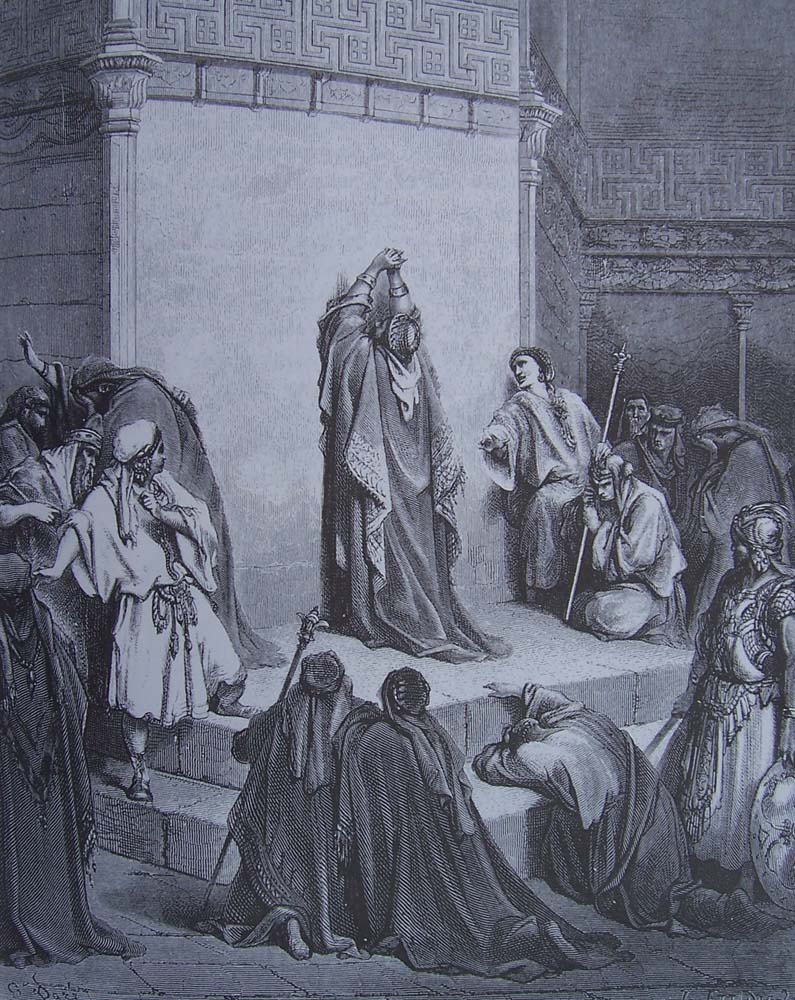
David inconsolable de la mort d'Absalom, Bible illustrée de Gustave Doré, 1866.

Les chapitres 11 à 21 montrent le déclin de la force spirituelle de David à cause de ses péchés et de la rébellion au sein de sa famille. David envoie à la mort son guerrier Urie le Hittite pour en épouser la veuve, Bethsabée. La naissance de leur enfant Salomon est mentionnée au chapitre 12. Puis c'est Amnon, l'un des fils de David, qui viole sa demi-sœur Tamar. Ce crime entraîne la vengeance puis la fuite d'Absalom, un autre des fils de David. Bien que ce dernier finisse par lui accorder son pardon et qu'il le rappelle auprès de lui, Absalom se révolte contre lui et prend les commandes de Jérusalem, obligeant David à la fuite. Après quelques péripéties et duperies, Absalom est finalement vaincu et tué par Joab, à la grande douleur du roi David qui revient alors sur le trône.

### Appendices
L'histoire de David à proprement parler s'interrompt au chapitre 21 pour ne reprendre que dans le livre des Rois (1R 1,1-2) avec le récit de ses derniers jours. Les ultimes chapitres, de 21 à 24, sont composés de six appendices : deux récits (la grande famille et l'exécution des sept descendants de Saül ; le dénombrement du peuple et la construction d'un autel à Yahvé) ; deux pièces poétiques attribuées à David ; et deux évocations de faits d'armes.
Cette partie associe diverses traditions d'origines et d'antiquités diverses, regroupées là faute de « trouver place ailleurs », et il est probable qu'il s'agisse d'un ajout post-deutéronomiste. Des traces des archives royales de Jérusalem sont détectables dans les listes des guerriers de David, tandis que le psaume et la prière finale de David sont visiblement plus tardifs et relèvent de la piété post-exilique.

## Composition
Bien que l'ensemble des livres de Samuel ait un caractère très composite, et soit composé d'éléments différents et parfois même contradictoires, le Deuxième livre offre davantage de cohérence — voire une remarquable unité pour les chapitres 9 à 20. Les hésitations pro- et anti-monarchiques, très prégnantes dans le Premier livre, sont mises de côté au profit d'un regard prioritairement porté sur David qui va « relever les ruines de la monarchie naissante ». Sa personnalité, déjà présentée comme attachante dans I Samuel, devient celle d'un véritable héros de légende à travers son action de roi et chef de guerre, mais aussi par son âme religieuse et par sa conception théocratique du pouvoir. Samuel fait ainsi de David, aux yeux d'Israël, le type du « roi idéal » à l'aune duquel seront jugés ses successeurs. Comme l'atteste la prophétie de Nathan au chapitre 7, son destin est unique et scelle l'alliance de son peuple avec Yahvé : 

« Ta maison et ton règne seront pour toujours assurés, ton trône sera pour toujours affermi »

— 2S 7,16
.
Il est donc logique que David soit devenu ensuite le modèle même du roi messianique, comme l'attestera notamment la référence à Jésus « fils de David » dans le Nouveau Testament. Cette tonalité messianique se retrouve à travers d'autres effets, comme celui du psaume de David en 2S 22 qui fait écho au cantique d'Anna en 1S 2,1, les deux textes formant un « encadrement » autour de l'ensemble des livres de Samuel.

## Thèmes

### Légitimité politique

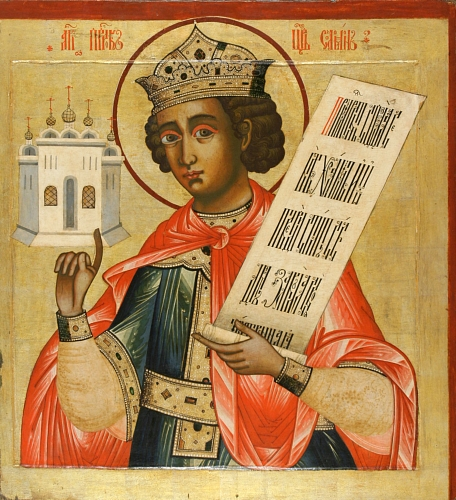
Le roi Salomon sur une icône du XVIIIe siècle, monastère de Kizhi (Russie).

Une grande partie du Deuxième livre — celle portant sur la succession au trône de David (à partir de 2S 9) — paraît compléter l'histoire de la succession de la maison de Saül par celle de David ; pourtant, l'intention réelle semble plutôt résider dans une légitimation du pouvoir de Salomon. Face à une opposition dure, et à la suite d'une prise de pouvoir qui échappe aux règles classiques de la primogéniture, Salomon doit affermir son trône en établissant que son règne détient toute la légitimité voulue : la conclusion apparaît nettement juste après II Samuel, lorsque le Premier livre des Rois annonce que la royauté se trouve « affermie entre les mains de Salomon » (1R 2,46). C'est donc là un discours éminemment politique, plus que théologique, qui est tenu : cette partie peut donc dater des années -970 à -950.